# Финау, Салеси
Салеси Финау (англ. Salesi Finau, родился 5 мая 1973 в Неиафу) — тонганский профессиональный регбист и игрок в регбилиг.

## Карьера

### Регбилиг
Салеси Финау начинал как игрок в регбилиг, выступал за австралийский клуб «Канберра Рэйдерс». В 1995 году провёл 2 матча за сборную Тонга и набрал 4 очка на чемпионате мира: он занёс попытку в матче против Новой Зеландии, однако его команда, ведя в счёте, всё-таки проиграла 24:25. Благодаря впечатляющему выступлению Финау стал игроком английского клуба «Уоррингтон Вулфз» из Британской Суперлиги.

### Регби-15
В конце 1998 года Финау перешёл в классическое регби, став игроком валлийского клуба «Скарлетс» под руководством Гарета Дженкинса. За следующие шесть лет Финау провёл 203 игры, трижды дойдя до полуфинала еврокубков и дважды выиграв Кельскую лигу. В сентябре 2005 года он расстался с клубом по обоюдному согласию и перешёл в «Бат», возглавляемый Джоном Коннолли, а позже перешёл во французский «Бургуэн-Жальё». По завершении сезона 2006/2007 он собирался уйти в клуб «Корниш Пайретс» и заключил даже двухлетний контракт, но в июне 2007 года отозвал решение, сославшись на болезнь одного из членов семьи, и срочно вернулся в Тонга, завершив регбийную карьеру.
В активе Финау есть 13 игр за основную сборную Тонга и выступление на чемпионате мира 1999 года. В 2002 году он в составе сборной по регби-7 выступал на Играх Содружества. В 1990 году вызывался в школьную сборную Австралии.

## Вне регби
В настоящее время Салеси ведёт кулинарную программу «Salsa with Salesi» на государственном Телевидении Тонга.